# Karl Blodig
Karl Blodig, né le 16 octobre 1859 à Vienne et mort le 7 septembre 1956 à Brégence, est un ophtalmologiste, journaliste et alpiniste autrichien.

## Biographie
Karl Blodig parcourt la montagne dès sa jeunesse et en 1895 il se fixe comme ophtalmologiste à Brégence. Il cesse assez vite d'employer un guide et part en montagne avec des amateurs prestigieux comme Ludwig Purtscheller, Oscar Eckenstein, Geoffrey Winthrop Young et Edward Theodore Compton (en).
En 1911, il est le premier alpiniste à avoir gravi la totalité des sommets des Alpes de plus de 4 000 mètres d'altitude recensés à l'époque. Mais en 1913, en examinant une réédition du Mont Blanc Führer publié par l'Österreichischer Alpenklub (club alpin autrichien), il s'aperçoit que le massif du Mont-Blanc compte deux nouveaux « 4 000 » : la Grande Rocheuse (4 102 m) et l'Aiguille du Jardin (4 035 m). Afin de poursuivre sa logique d'ascension de tous les « 4 000 » des Alpes, il entreprend l'ascension de ces deux sommets mais la Première Guerre mondiale, puis des problèmes de santé persistants à la suite d'une chute, l'obligent à renoncer. Ce n'est qu'en juillet 1932, âgé de 73 ans, qu'il concrétise son projet en réalisant en solitaire les ascensions de la Grande Rocheuse et de l'aiguille du Jardin après 2 800 mètres de dénivelé le premier jour, ces deux sommets devenant ainsi les 75e et 76e sommets de plus de 4 000 mètres à son palmarès.
Karl Blodig a relaté ses ascensions dans un ouvrage qu'il a écrit en 1923.

## Premières ascensions
- janvier 1880 -  hivernale en janvier du Gran Zebrù dans le massif de l'Ortles.
- été 1880 -  Silbersattel (4 517 m) par la paroi orientale du mont Rose.
- 10 juillet 1906 -  mont Brouillard, le 10 juillet, avec Alexis Brocherel et Oscar Eckenstein.
- 9 août 1911 - arête de brouillard, le 9 août, par le versant ouest du col Émile Rey (4 030 m) avec Humphrey Owen Jones, Geoffrey Winthrop Young et Joseph Knubel.
- 26 juillet 1932 - solitaire de la Grande Rocheuse.
- 27 juillet 1932 - solitaire de l'aiguille du Jardin.